# Gemstelpass
Der Gemstelpass in den Allgäuer Alpen verbindet Mittelberg im Kleinwalsertal mit Hochkrumbach. Die Passhöhe befindet sich auf 1972 m unterhalb des Großen Widderstein. Unmittelbar am Pass befindet sich die Widdersteinhütte.
Über den Pass führt seit dem Mittelalter ein Saumpfad, der heute Wanderweg und Teil des Walserweges ist. Es wird vermutet, dass über den Pass ab dem 13. Jahrhundert das Kleinwalsertal besiedelt wurde.
Die mäßig schwere (nach SAC Skala) Überquerung des Passes erfolgt von Mittelberg aus über die hintere Gemstelalpe. Der Steig weiter zur oberen Gemstelalpe ist ausgesetzt, jedoch gesichert. Trittsicherheit ist erforderlich. Ebenso geeignet ist der Pass für eine Überquerung mit dem Mountainbike.